# Schlacht von Fallen Timbers

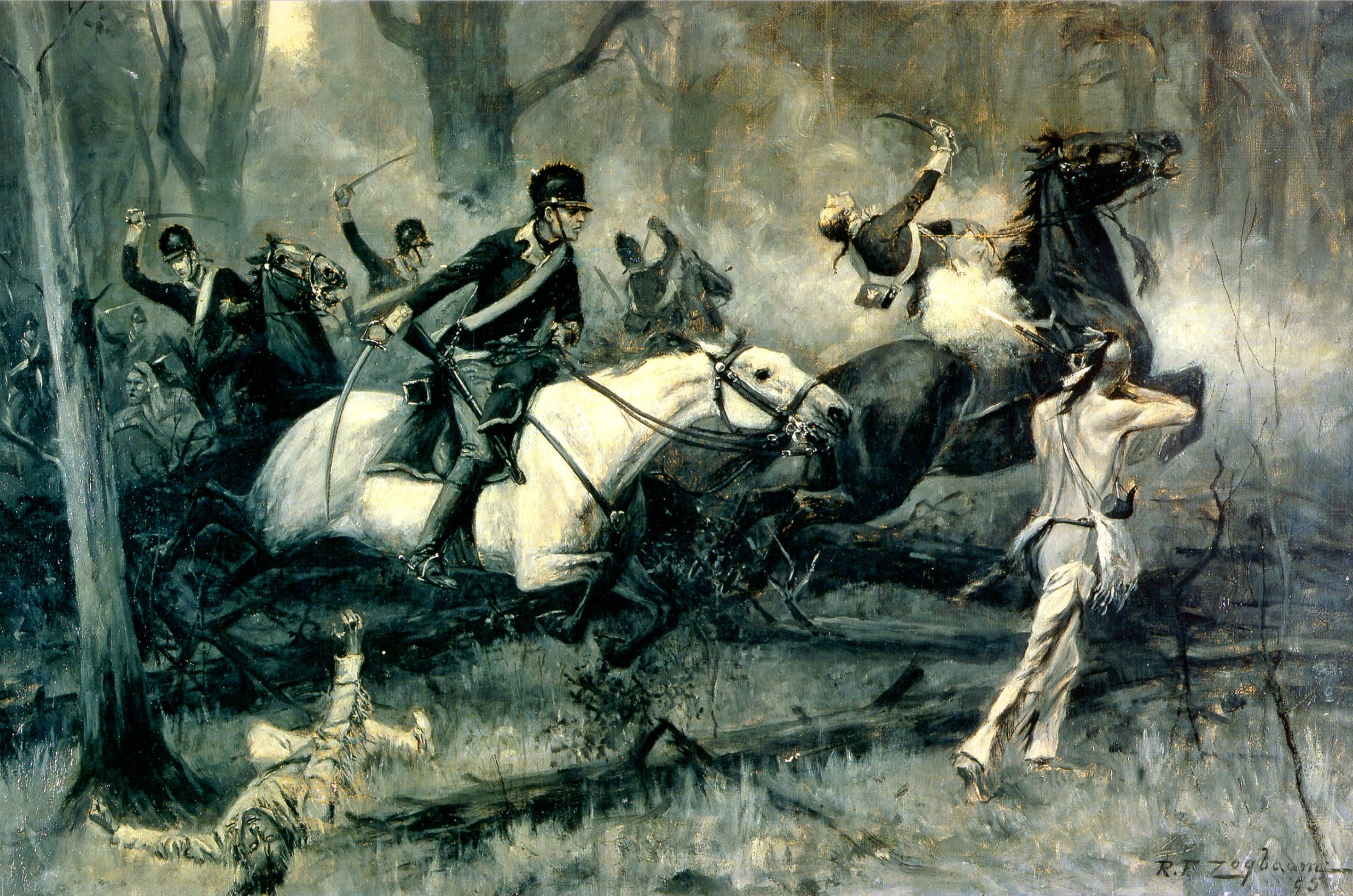
Die Schlacht in einer Darstellung von 1896

Die Schlacht von Fallen Timbers zwischen nordamerikanischen Indianern und Truppen der Vereinigten Staaten fand am 20. August 1794 nördlich des Zusammenflusses von Auglaize und Maumee River im westlichen Ohio, dem damaligen Nordwestterritorium statt.
Die indianischen Krieger bestanden aus einer Allianz von Anishinabe, Ottawa, Potawatomi, Shawnee, Lenni Lenape und Mingo, die vom Shawnee-Häuptling Weyapiersenwah (Blue Jacket) und dem Lenni-Lenape-Oberhaupt Buckongahelas angeführt wurden. Es war die bis dahin stärkste Kampftruppe der nordamerikanischen Indianer.
In einer Serie von Aufständen, die vermutlich von den Briten initiiert worden waren, hatten die Indianer zuvor einige  Siege über die United States Army erzielt und ihnen insbesondere in der Schlacht am Wabash River eine schwere Niederlage zugefügt. Als sie sich jedoch mit einer ganzen Armee konfrontiert sahen, konnten sie angesichts der klaren Unterlegenheit keinen effektiven Widerstand leisten. Dennoch kämpften sie tapfer und erlitten nicht mehr Verluste als die Legion of the United States unter Führung von General Anthony Wayne. Die Indianer-Konföderation zog sich nach der Schlacht zu einem nahegelegenen britischen Fort zurück, das ihnen jedoch die Tore nicht öffnete. Die United States Army wiederum stieß entlang des Maumee-Flusses vor und zerstörte Dörfer und Felder der Ureinwohner. Diese Niederlage führte letztlich dazu, dass die Indianer im folgenden Jahr, am 3. August 1795, den Vertrag von Greenville unterzeichneten, mit dem sie den Großteil des Nordwestterritoriums an die Vereinigten Staaten abtraten. Lediglich der junge Häuptling Tecumseh verweigerte die Kapitulation und boykottierte die Verhandlungen. Der spätere amerikanische Präsident William Henry Harrison kämpfte als Offizier unter Wayne in der Schlacht von Fallen Timbers und gehörte zu den Unterzeichnern des Vertrags von Greenville.